# USS Hornet (sloop, 1805)
Pour les autres navires du même nom, voir USS Hornet.
L'USS Hornet est un sloop de guerre en service dans l'US Navy de 1805 à 1806.

## Histoire
Le Traveller of Massachusetts, navire marchand, est racheté par l'US Navy à Malte en avril 1805. Renommé Hornet, il rejoint le blocus imposé à Tripoli durant la guerre de Tripoli sous le commandement de Samuel Evans. Le 27 avril 1805, en compagnie de l'Argus et du Nautilus, il bombarde la ville de Derna, forçant celle-ci à se rendre. Cela permet de débarquer un corps expéditionnaire afin de renforcer la pression sur le port de Tripoli, amenant le pacha Yusuf Karamanli à accepter un accord de paix.
Après avoir évacué les troupes américaines de Derna, le Hornet rejoint la flotte afin de participer à une démonstration de force au large de Tunis et des autres ports barbares. Cette démonstration est efficace et diminue la menace pirate sur le commerce méditerranéen. Le 3 juin 1806, le Hornet quitte la mer Méditerranée et arrive à Philadelphie le 9 août, après avoir essuyé une violente tempête qui lui arrache son grand mât. Le 3 septembre, il est retiré du service et revendu.

## Sources
- (en)  Cet article contient du texte publié par le Dictionary of American Naval Fighting Ships dont le contenu se trouve dans le domaine public. La référence peut être lue ici.